# 3-(3,5-Di-terz-butil-4-idrossifenil)propionato di ottadecile
Il 3-(3,5-Di-terz-butil-4-idrossifenil)propionato di ottadecile è un antiossidante fenolico con ingombro sterico utilizzato in diversi substrati organici, inclusi quelli utilizzati nella produzione di articoli a contatto con gli alimenti (es. plastiche, elastomeri, adesivi, cere, oli lubrificanti).

## Caratteristiche strutturali e fisiche
Si tratta di un composto aromatico che presenta un donatore e tre accettori di legami a idrogeno, nonché presenta una singola unità legata da legame covalente.
Presenta 23 differenti legami attorno a cui la molecola può ruotare e la massa monoisotopica è pari a 530,46989584 g/mol.
L'area superficiale accessibile risulta pari a 46,5 Å² e il numero di atomi pesanti è pari a 38.
Viene venduto sotto forma di solido inodore, liquido, cristalli o gas.
Il diametro mediano di massa è pari a 40,2 µm, il diametro efficace è di 9,3 µm mentre il 90% dei granuli ha una dimensione inferiore a 129,3 µm. Tali valori sono stati ottenuti mediante diffrazione laser.

## Reattività e caratteristiche chimiche
Il composto risulta stabile in condizioni standard, ovvero è incompatibile con agenti ossidanti forti. La constante della legge id Henry per il composto è pari a 0.163 Pa m³/mol (25 °C).
Il suo indice di ritenzione gas cromatografico è pari a 3823. Il composto risulta combustile e miscele aria/polvere sono potenzialmente esplosive, tuttavia il composto non risulta piroforico e non .

## Tossicologia
Il composto presenta i seguenti parametri relativi alla tossicità acuta:
- DL50 Orale - Ratto - maschio e femmina - > 5.000 mg/kg
- CL50 Inalazione - Ratto - maschio e femmina - 4 h - > 1,81 mg/l
- DL50 Dermico - Ratto - maschio e femmina - > 2.000 mg/kg

La sostanza non risulta mutagenica.

## Applicazioni
Il composto viene utilizzato come additivo, stabilizzante e/o antiossidante nella produzione di:
- pellicole di rivestimento
- prodotti per la depurazione dell'aria (es. fragranze e deodoranti per ambienti)
- prodotti per la pulizia
- adesivi e sigillanti
- vernici
- lubrificanti (es. liquidi idraulici per le sospensioni delle auto, lubrificanti per motori, fluidi per freni)
- liquidi di raffreddamento
- grassi
- lucidanti
- cere
- materiali da costruzione

## Impatto ambientale
Non è considerato un composto persistente, bioaccumulabile o tossico (PBT), oppure molto persistente e molto bioaccumulabile (vPvB) a concentrazioni di 0,1% o superiori. Il composto è soggetto a fotolisi all'aria con un DT50 pari a 8,92 h.